# Ландольт, Ганс Генрих
Ганс Генрих Ландольт (5 декабря 1831, Цюрих — 15 марта 1910, Берлин) — швейцарский химик, открывший реакцию «иодных часов»; один из основателей базы данных Ландольта-Бернштайна.

## Биография
Ландольт родился в Цюрихе, в возрасте девятнадцати лет для изучения химии и физики поступил в местный университет, где слушал лекции Карла Якоба Левига. Свою опубликовал первую работу об опытах над триметилсурьмой в Schriften der Naturforschenden Gesellschaft. Вскоре он был назначен помощником Левига и последовал за ним в 1853 году в Бреслау. В том же году он получил степень Ph.D за диссертацию «Ueber die Arsenaethyle», которая явилась значительным вкладом в развитие представлений о валентности.
После защиты он приехал в Берлин, чтобы посетить лекции Эльхарда Мичерлиха, Розе, Иоганна Мюллера и Дюбуа. В то время возможностей для экспериментальных исследований в области химии в Берлине практически не было, и поэтому Ландольт уехал в Гейдельберг в недавно основанный институт Роберта Бунзена. Некоторое время он был занят электролитическим получением кальция и лития, а затем начал исследование газов, образующихся в горелке Бунзена, которая была сконструирована зимой 1854—1855 годов.
В 1856 году Ландольт возвратился в Бреслау, где к нему вскоре присоединились Лотар Мейер и Ф. Ф. Бейльштейн. В том же году он стал лектором по химии благодаря своей монографии «Chemische Vorgange in der Flamme der Leuchtgase».
В 1857 году его пригласили в Бонн, где он изучал влияние атомного состава жидкостей, содержащих углерод, водород и кислород, на пропускание света. Результаты были опубликованы в 1862—1864 годах и были продолжением предыдущих исследований Дж. Х. Гладстона.
Позже Ландольт занялся развитием идей Герца (1887—1888) и доказал, что световые волны отличаются от электрических только длиной волны, а в 1892 году он продолжил свою раннюю работу по измерениям молекулярной рефракции органических веществ в радиоволновом диапазоне.
В Бонне, в 1859 году, Ландольт женился на швейцарке Миле Шалленберг. В 1869 году он был назначен главой недавно основанного технического колледжа в Ахене, где химический институт был построен согласно его планам. Его работа была связана с зависимостью между физическими свойствами и химическим составом. В частности он использовал поляризованный свет и изучал оптическое вращение в различных химических веществах. В 1880 году он был направлен прусским Министерством сельского хозяйства в недавно основанный Сельскохозяйственный Колледж в Берлине, где он работал до 1891 года. Там он построил новые лаборатории и сотрудничал с Рихардом Бернштайном в создании «Physikalisch-chemischen Tabellen». Их третье издание было опубликовано в 1905 году при содействии Вильгельма Мейерхоффера и благодаря щедрой финансовой поддержке Берлинской Академии наук.
В 1882 году Ландольт стал членом Берлинской Академии. Примерно в то же время он провел выдающиеся исследования кинетики реакции «иодных часов» при взаимодействии между йодной и сернистой кислотой.
С 1891 года до его отставки в 1905 году он занимал пост директора второго химического института Берлинского университета. Там он работал над тремя основными проблемами:
- поиск зависимости между точкой плавления и молекулярной массой
- влияние кристалличности на оптическое вращение
- изменение веса при химических реакциях.

Отрицательный результат экспериментов при изучении последней темы был расценен как точное экспериментальное подтверждение законов о сохранении массы и энергии.
Ландольт был известен своим юмором, дружелюбием, пунктуальностью и пристрастием к сигарам. Он имел отменное здоровье в течение всей жизни, лишь за недели до смерти у него внезапно начали страдать сердце и почки. Он был похоронен, согласно его желанию, в Бонне, где провел самые незабываемые годы своей жизни.